# 徳島大空襲
徳島大空襲（とくしまだいくうしゅう）は、太平洋戦争末期の1945年7月4日未明、徳島県徳島市が受けた空襲のこと。なお、徳島市はB-29による空襲を同年6月1日から7月24日までの間に大空襲を含め7回受けており、ここでは徳島県が受けたその他の空襲についても解説する。

## 概要
1945年7月3日午後4時23分（日本時間）、マリアナ諸島のグアム・サイパン・テニアンの3島4基地から高松・高知・姫路、そして徳島への爆撃のためアメリカ陸軍航空軍第21航空軍所属のB-29が501機出撃し、硫黄島を経由してそれぞれの都市へと向かった。
7月4日の未明、第21航空軍第314航空団の129機のB-29が新町川河口から徳島市の上空に飛来。午前1時24分から同3時19分までの1時間55分間、焼夷弾を投下し続けた。諸説あるが徳島市の発表では、この空襲により当時の徳島市の約62%が焼失し、人的被害は死者約1,000人（男性431人、女性553人、性別不明17人の説もあり）、けが人は約2,000人、被災者は70,295人、罹災世帯は17,183世帯とされている。
1942年（昭和17年）8月、文部省主催による幻の甲子園大会にて徳島商業が優勝して一枚の賞状を得るも、この戦災により焼失した。

## アメリカ軍の作戦任務報告書による徳島市の爆撃データ
- ミッション250

- 爆撃日時

1945年7月4日　午前1時24分から同3時19分（日本時間）
- 爆撃部隊

アメリカ軍第21航空軍所属、第314航空団
- 所属基地

マリアナ諸島グアム島北基地
- アメリカ軍による徳島市の戦略的把握

・重要な農業生産地域として、神戸・大阪などの大都市に対する重要な食糧供給基地であること。
・船舶の航路として重要な役割を果たす瀬戸内海の東の入口に位置すること。
・市内に軍需工場として紡績工場や製糸工場が存在すること。
- 徳島市への出撃命令機数

141機（うち4機は離陸に失敗、さらに8機は和歌山などの爆撃に参加。） 
- 徳島市への爆撃機数

129機 
- 徳島市への爆撃ルート

【出撃】グアム島北基地→硫黄島→ 和歌山県すさみ町→和歌山県日ノ御碕→新町川河口付近→徳島市
【帰還】徳島市→阿南市蒲生田岬→硫黄島→グアム島北基地
- 爆撃方法

優秀な電波技術者が搭乗した12機の先導機が本隊機を先導。徳島市街地上空へ到達した先導機の投弾によって引き起こされた火災を目標として、後続の本隊機が低空から大量の焼夷弾を投下。
- 投下した焼夷弾の種類、量

AN-M47A2油脂焼夷弾　403.8米トン
AN-M17テルミット・マグネシウム焼夷弾　647.0米トン
計　1050.8米トン
- 徳島市の破壊、焼失面積

74％、1.7平方マイル（4.4平方キロ）

## 日本、徳島からみた被害
徳島に襲来した爆撃機数は、爆撃を受けた57の中小都市のうち14位とされている。また、投下された焼夷弾の総量は12位である。徳島市に投下された焼夷弾は、354,664本と膨大であり、1944年の徳島市の人口が115,508人であったため、市民一人当たり3.07本の焼夷弾が投下された計算となる。アメリカ軍は徳島への爆撃のために「爆撃用航空写真地図」を作成し、標的範囲の中心点は当時の徳島市最大の商店街であった元町付近であった。攻撃側はここを「M.P.I」(Mean Point of Impact) と呼んでいた。
空襲当日、日本資糧工業株式会社の宿直者が社長に報告した「工場罹災報告書」（徳島県立博物館蔵）によると、アメリカ軍の作戦任務報告書とほとんど一致しており、徳島側から見た数少ない極めて貴重な資料である。その内容を以下に示す。『四日一時頃、徳島侵入ノ敵機ハ、前川・佐古付近ニ最初ノ焼夷弾投下ト同時ニ、空襲警報発令。漸次侵入ノ後続機ノ投弾ハ、益々熾烈ニシテ、全市ニ火災発生。約三時頃迄、敵機旋回、投弾ヲ絶タズ。』

## 被災した軍需工場や造船所
司令部の命令により、第314航空団は下記の軍需工場を爆撃した。
- 県下最大の紡績工場、前川の敷島紡績株式会社

- 防毒兵器などを開発していた、田宮の川崎航空株式会社

- 沖の州造船所

これらの施設の被害は甚大で、いずれも廃業に追い込まれた。

## 主な被災建造物
- 徳島城鷲の門
- 大滝山三重塔
- 春日神社
- 妙永寺
- 徳島駅
- 徳島師範学校女子部 - 当時の煉瓦塀の一部が現在も残っている。
- 私立裁縫専修学校（現徳島文理大学）
- 旧高原ビル（現国際東船場113ビル）- 空襲でひび割れた窓ガラスが現在も残っている。
- 新町橋
- 福島新橋
- 聖パウロ三木・カトリック徳島教会
- 阿波国文庫

その他、数多くの神社仏閣などの貴重な文化財が焼失した。徳島大空襲の傷跡は高原ビル、三河家洋館、蔭山邸などの建物や塀、市内各地の墓石、灯籠、石碑などに残っている。また、現在でも市内各所の工事現場などで、溶解したガラス片、瓦、レンガ、陶磁器などの空襲遺物が出土する。

## 空襲により犠牲になった著名人
- 村崎サイ - 社会運動家

## 避難の様子
焼夷弾による火災から逃れるため、多くの市民が眉山へと登ったり、吉野川へ避難した。山からは爆撃機から雨のように降り注ぐ焼夷弾と、炎に包まれた街を見降ろすことができたという。
避難が間に合わなかった人々は佐古川、助任川などの河川や小川、田んぼなどに飛び込み、焼夷弾が自分の頭上に落ちないように祈りながら空襲が終わるのを待つしかなかった。空襲が終わって這い出ると、川には遺体が流れていたという。
寺町にある東宗院の山門が焼け残り、家を焼け出され、ここでしばらく生活した人々もいたようである。

## 戦災傷病者の治療
大空襲までの空襲では、現場近くに臨時救護所を設け応急処置をし、重傷者は大塚病院、若林病院、寺沢病院に搬送した。しかし、大空襲によって徳島市内の病院は、鈴江病院以外はほとんど全滅したので、戦災傷病者は徳島県庁、鈴江病院、富田国民学校などに一時収容し、重傷者は南井上村伝染病院、日開国民学校、鴨島国民学校に搬送し、ここで約１カ月治療した。戦災傷病者のうち経過良好な者や余病併発の患者は八万・富田両国民学校、四所神社に無料診療所を設置し、診療に当たった。その後、陸軍病院からの申し出があり、佐古・富田両国民学校に約半年間、無料診療所を開設した。

## 死没者の処理
通常は、川内町の徳島市立葬斎場で火葬されていたが、大空襲の死者は約1000人と多数であり、葬祭場での処理は不可能となったため、吉野川の河川敷で荼毘に付し、お骨をあげた。徳島市中に散在していた遺体の収容には警察があたり、火葬の作業は数名の市職員が行った。警察の命令で非戦災地区からいくつかの警防団が応援に来たが、死体の山を前に逃げ出す者が出るほどの悲惨さであった。
お骨は、一時的に下助任町の弘誓寺に納め、9月2日に同寺において県市共催の合同慰霊祭を行い、身元が判明したものから遺族に引き渡された。

## 衛生面・その他
怪我を負った人々は破傷風などに感染するが、当時貴重な血清を手に入れるのは困難であったために命を落とす人もいた。空襲の熱で焼けた鶏やジャガイモなどを食べた人達もいた。
徳島市が発表している体験談などによると、真っ赤になった徳島市の上空が、徳島市の周辺自治体などの広範囲からも確認できたようで、実際には燃えていないが眉山が燃えているかのようであったとの証言もあった。

## 大空襲以外の徳島県への空襲
1945年7月15日には中島、同24日は蔵元・佐古・富岡・桑野に爆弾が投下された。同30日には那賀川鉄橋空襲、見能林へ投弾があった。同年8月8日には富岡・羽ノ浦へ投弾があったほか、毎日のように艦載機が飛来して機銃掃射を行っていたようだ。

## 徳島戦災犠牲者慰霊塔
城山の東二の丸天守跡に、徳島戦災犠牲者慰霊塔が建立されている。大空襲から10周年の1955年7月4日建立。毎年7月4日に徳島戦災死没者遺族会が慰霊祭を行っている。